# İpek

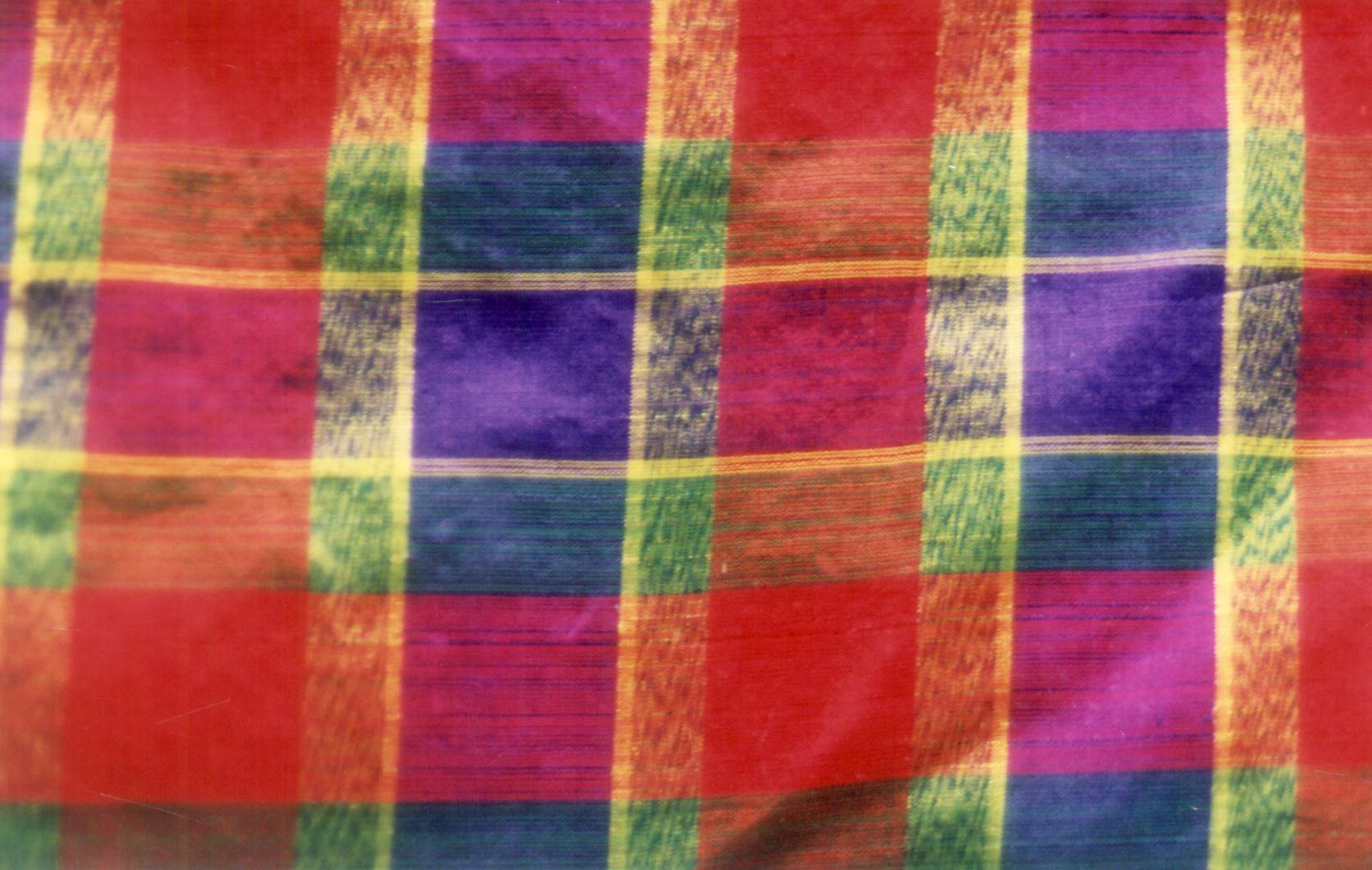
İpek, la « soie » en turc. Ici, une pièce de soie du Cambodge

İpek est un mot turc dont l'un des usages principaux est un prénom féminin signifiant « soie ».

## Prénom

### Les İpek célèbres
- İpek Şenoğlu (née en 1979) : joueuse de tennis professionnelle.
- İpek Gümüşoğlu : représentant la Turquie au concours de Miss Univers en 1993.
- İpek Soylu (née en 1996): joueuse de tennis professionnelle.

### Culture populaire
Le roman de Orhan Pamuk Neige relate l'histoire de Ka, un poète occidentalisé, qui assiste bien malgré lui aux quatre jours qui succèdent à un coup d'État. Il y retrouve İpek, jadis aimée, qui vient de divorcer. Leur relation est un des éléments majeurs du roman. 

## Nom de famille
İpek est également un nom de famille :
- Ali İpek, président du club Denizlispor

## Géographie
- La ville de Peć au Kosovo s'écrit Ipek en turc.